# 100 % fanáticos
100 % fanáticos fue un programa de televisión de concursos de Perú que se transmitía a través de la señal de Movistar Deportes (Cable Mágico Deportes). Los conductores fueron Jesús Alzamora (2019), Óscar del Portal (2014-2016) y Gian Piero Díaz (2004-2010). 
En el programa se estrenó en 2004. En cada temporada se enfrentaban rondas eliminatorias de dos equipos, de cuatro o cinco participantes, que buscaban sortear una serie de pruebas que otorgan puntajes que cada equipo irá acumulando hasta el final del programa. El equipo ganador era aquel que obtenía más puntos al final de la emisión del día.
En el programa final de temporada, los dos equipos finalistas se disputaban un viaje con todo pagado a algún destino del planeta para ver algún partido importante o tomar vacaciones. En las dos primeras temporadas en las cuales los premios consistían en electrodomésticos, y en la temporada de 2007 incluyeron vales para entrar a finales de partidos.

## Temporadas

### 2007
Campeón: Los Gabylanes
| Los Gabylanes | Fue Sin Querer Queriendo                                                                                    |
| Miguel Aramburu García Ricardo Garmendia Mohanna Alejandro Araujo Gaviria Lorenzo Salinas Cisneros Alexia Aguirre Belmont | Jorge Frisancho Aldave Hellen López Valladares Sergio Rojas Sánchez Javier Mello González Omar Chávez Reyes |

### 2008 - Temporada de Verano
Campeón: Un gol por un Choncholí
| |
| Pablo Andrés Diminich Ponce Orlando Obando Franco Saavedra Luis Enrique Nieves Diego Nalvarte Jose Angulo José Manuel Landauro Abraham Murat Marita Muñiz Sussy |

### 2010
Campeón: Gian Piero Apóyame
| Gian Piero Apóyame                                                                       |
| Adrián Cabrejo César Cóndor Charles Saavedra Renato Martinetti Abel Luque Álvaro Panduro |

### 2014
Campeón: Los amigos del Tim
Subcampeón: Todo el Choclo
Premio 1er puesto: S/ 12,000 para todo el equipo.

### Temporada 2015-I
A la final clasificaron los tres mejores equipos, Bizonia FC, Deportivo Vendimia y La Armada. Durante la ronda previa a la final, quedó eliminado La Armada, llegando a la final Bizonia FC vs. Deportivo Vendimia.
Una anécdota es que durante la semifinal entre Bizonia FC y Deportivo Vendimia, Tito y Sebastián rompieron el récord del juego "La Clave" llegando a adivinar ocho nombres de los diez posibles.
Campeón: Bizonia FC
| Bizonia FC                     |
| Eduardo Rodrigo Tito Sebastián |

Subcampeón: Deportivo Vendimia
| Deportivo Vendimia                   |
| Felipe Juan Diego Pablo Pato Rodrigo |

Tercer puesto: La Armada

### 2015-II
Campeón: Dateros

### 2019-I
A las semifinales clasificó el equipo Falta un 9, 30 kg de más, La Sinfonía de Poulsen y Todo Balón FC.
A la gran final clasificó Falta un 9 que derrotó a su rival 30 kg de más y Todo Balón FC que venció a La Sinfonía de Poulsen.
| Falta un 9                          | Todo Balón FC                                 |
| Eric Óscar Saúl Benjamín 5.º: Diego | Renzo Leonardo Alex Diego 5.º: Gabriel y Elio |

### 2019-La Revancha
Un nuevo especial, incluyeron a los equipos de la semifinal.
| 30 kg de más                            | La Sinfonía de Poulsen              |
| Piero Goran Sebastián David 5.º: Alonso | Daniel James Oscar Chris 5.º: César |

Premio 1er puesto: Un vale de consumo por S/ 2,000 en una tienda deportiva para cada uno y clasificación automática para la Segunda Temporada.
Premio 2do puesto: Clasificación automática para la Segunda Temporada.

### Temporada 2019-II
Las 2 semifinales y la final fueron conducidas por Michael Succar y Franco Cabrera.

##### Equipos competidores en final
| La Grulla FC                                  | La Sinfonía de Poulsen              |
| Jorge Martín Alonso Kenny Rodrigo 5.º: Daniel | Daniel James Oscar Chris 5.º: César |